# آرونس تارکوئینیوس (پسر دماراتوس)
آرونس تارکوئینیوس (به لاتین: Arruns Tarquinius) فرزند جوان‌تر دماراتوس اهل کورینت بود. پدرش یک مهاجر یونانی بود که، در سدهٔ هفتم قبل از میلاد، از شهر کورینت یونان به شهر تارکوئینیئی ایتالیا (در قلمرو اتروسکان) مهاجرت کرد و در آنجا زنی اختیار کرد و صاحب دو پسر به‌نام‌های لوکومو و آرونس شد. آرونس کمی زودتر از پدرش درگذشت و همسرش را آبستن باقی گذاشت. کمی پس از مرگ او، پدرش دماراتوس نیز درگذشت و چون از حاملگی عروسش خبر نداشت، در وصیت‌نامه‌اش اشاره‌ای به نوه‌اش نکرد، و پسر بزرگ‌ترش، لوکومو، وارث اموالش شد و نوهٔ بداقبال، که مانند پدرش آرونس نام داشت، بی‌آنکه سهمی از اموال پدر و پدربزرگش برده باشد به‌دنیا آمد و از جهت فقر و نداری‌اش به اگریوس ملقب شد که در لاتین به‌معنای «مستمند» است.
بر طبق آنچه تاریخ‌نگار رومی، تیتوس لیویوس، در کتاب از پیدایش روم آورده، لوکومو با ارث پدرش ثروتمند شد و با زنی از اشراف تارکوئینیئی به نام تاناکوئیل ازدواج کرد و به‌توصیهٔ او به پادشاهی روم مهاجرت کرد و نام لوکیوس تارکوئینیوس پریسکوس را بر خویش نهاد و به‌زودی در زمرهٔ محارم شاه درآمد و حتی در حدود ۶۱۶ ق.م. به پادشاهی روم نیز رسید. تارکوئینیوس پریسکوس (لوکوموی سابق) در دوران پادشاهی‌اش بر روم، بر لاتینان پیروز شد و شهر کولاتیا را از آنان گرفت و برادرزاده‌اش اگریوس را به فرمانداری آن نصب کرد. بعدها، اگریوس صاحب فرزندی به‌نام لوکیوس تارکوئینیوس کولاتینوس شد که در جریان براندازی پادشاهی روم و تأسیس جمهوری در ۵۰۹ ق.م. نقشی محوری داشت، چه او شوهر لوکرتیا بود، زنی که مورد تجاوز شاهزاده واقع شد.